# Sérgio Coelho (músico)
Sérgio Murilo Vieiros, de nome artístico Sérgio Coelho (Rio de Janeiro, 22 de fevereiro de 1961) é um cantor e compositor brasileiro. Abandou a Faculdade de Direito da Universidade do Estado do Rio de Janeiro para dedicar-se à música.
Começou sua carreira artística em 1983, apresentando-se no Teatro da UERJ, Bar Beco da Pimenta, Queen's Leg Pub, entre outros lugares da cidade do Rio de Janeiro.
Produziu o segundo disco da banda catarinense Ave e Rapariga.
Foi em 1986 que ele lançou seu primeiro disco, intitulado Biscateiro de emoções, todas as faixas de sua autoria. Já em 1991, gravou o LP Sérgio Coelho, de composições próprias, contendo canções como "Olga" e "Samba Triste" (com Lula Moreno). Lançou em 2000, o CD Sérgio Coelho, uma compilação de 15 faixas que foram incluídas nos dois LPs gravadas anteriores e também contou com participação de Antonio Adolfo, Mario Adnet, Maurício Maestro, Luizão Maia, Dirceu Leite e Rodrigo Campello, entre outros. Já lançou outros discos como Fique Você Sabendo (2003) e De Lá e Cá (2012).
Ele também é professor de violão.